# Palácio Boa Vista
O Palácio Boa Vista é a residência oficial de inverno do governador do estado de São Paulo. Localiza-se no bairro Alto da Boa Vista, na cidade de Campos do Jordão. Sua construção se iniciou em 1938, a pedido do interventor federal Adhemar de Barros, para servir então de residência oficial de veraneio, sendo concluída somente em 1964. Em 1970, o palácio seria declarado “monumento de visitação pública” e transformado em um centro de arte, sem prejuízo de sua finalidade precípua de sede de inverno do governo estadual. Hoje o Palácio além de servir como residência oficial, é também tombado como patrimônio público.
O palácio abriga um precioso acervo artístico, são mais de 1800 objetos de arte expostas, constituído por obras de importantes nomes da arte brasileira, além de uma coleção de itens de artes aplicadas e artesanato. Anexa ao palácio encontra-se a Capela de São Pedro Apóstolo e um campanário japonês. O acervo do Palácio da Boa Vista é aberto à visitação pública e integra, em conjunto com as coleções do palácio dos Bandeirantes, formando assim o Acervo Artístico-Cultural dos Palácios do Governo de São Paulo.

## Informações de Visita ao Palácio
Aberto de quarta a domingo, das 10h às 12h e das 14h às 17h. Somente nas quintas aberto das 14h às 17h. 
O passeio é guiado,  e o atendimento é por ordem de chegada, mediante distribuição de senhas a partir da abertura do portão, às 10h e às 14h, com formação de grupos de até 25 pessoas a cada 20 minutos.
Não há necessidade de fazer agendamento, porém chegue pouco antes da abertura do portão, pois as senhas são limitadas. Não é permitido a entrada com objetos no interior do Palácio, celulares, câmeras, garrafas de água, etc. Todos os itens deverão ser deixados no guarda-volume, à disposição na entrada antes do passeio.
Em dias de chuva, o museu é fechado para a conservação do piso histórico, § 1º artigo 37 do Decreto nº 9.322 de 30/12/1976. E na presença de autoridades, o passeio pode ser suspenso, conforme § 1º artigo 37 do Decreto nº 9.322 de 30/12/1976, ou ficando parcial, visitando somente a área expositiva.
- Passeio, estacionamento, toalete e fraldário gratuitos.
- O local conta com elevador, cadeira de rodas e rampas de acessibilidade.
- Pets permitidos somente na área externa do Palácio.

As quintas de manhã são reservados somente para escolas e excursões com grupos de 20 a 40 pessoas, mediante agendamento prévio pelo e-mail monitoria@sp.gov.br

## Histórico

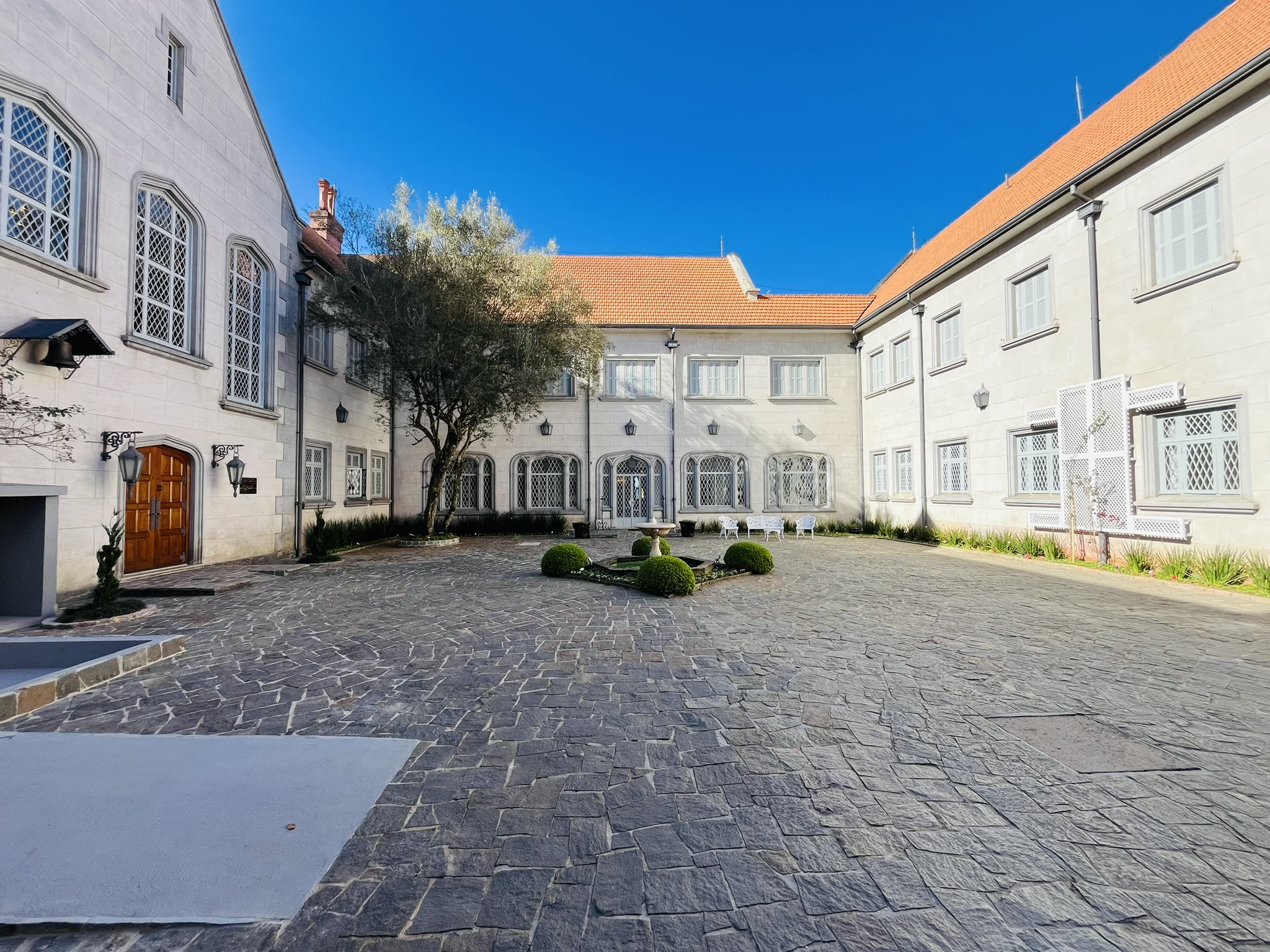
Pátio Interno

Nomeado interventor federal no Estado de São Paulo por Getúlio Vargas, em 1938, Ademar de Barros, admirador de Campos do Jordão, decidiu construir uma residência de veraneio nessa cidade, para uso do governador. Encomendou ao arquiteto polonês Georg Przyrembel o projeto da residência “nos moldes dos castelos europeus” como arquitetura gótica inglesa (TUDOR). O local escolhido seria o Alto da Boa Vista, que permitia uma visão panorâmica dos principais bairros da cidade. O projeto da casa de veraneio evoluiu para um palácio e, ainda em 1938, iniciou-se a construção, em terreno doado por particulares.
Em pouco tempo, no entanto, a obra tomaria um ritmo lento, permanecendo praticamente paralisada por 26 anos. Quando assumiu o cargo de governador do estado pela segunda vez, em 1963, Adhemar de Barros mandou retomar as obras em ritmo acelerado, e o palácio foi finalmente inaugurado a 21 de julho do ano seguinte.
Eleito indiretamente governador do estado em 1967, Abreu Sodré considerou o uso do Palácio Boa Vista como residência de veraneio muito restrito, incumbindo o seu secretário da fazenda, Luís Arrobas Martins, de estudar melhor uso do edifício. Martins decidiu-se por transformar a residência em centro cultural: empreendeu pequenas reformas e adaptações e adquiriu obras de arte, mobiliário e objetos de arte aplicada para decorar o palácio. Em 1970, o edifício foi declarado “Monumento de Visitação Pública” do estado, abrindo as portas à população.
Desde então, o Palácio da Boa Vista possui a dupla atribuição de servir de sede de inverno do governo do estado e de centro cultural. Em Julho de 1970, o palácio abrigou os primeiros "Concertos de Inverno", transformados no ano seguinte em Festival de Inverno de Campos do Jordão.

## Capela de São Pedro Apóstolo

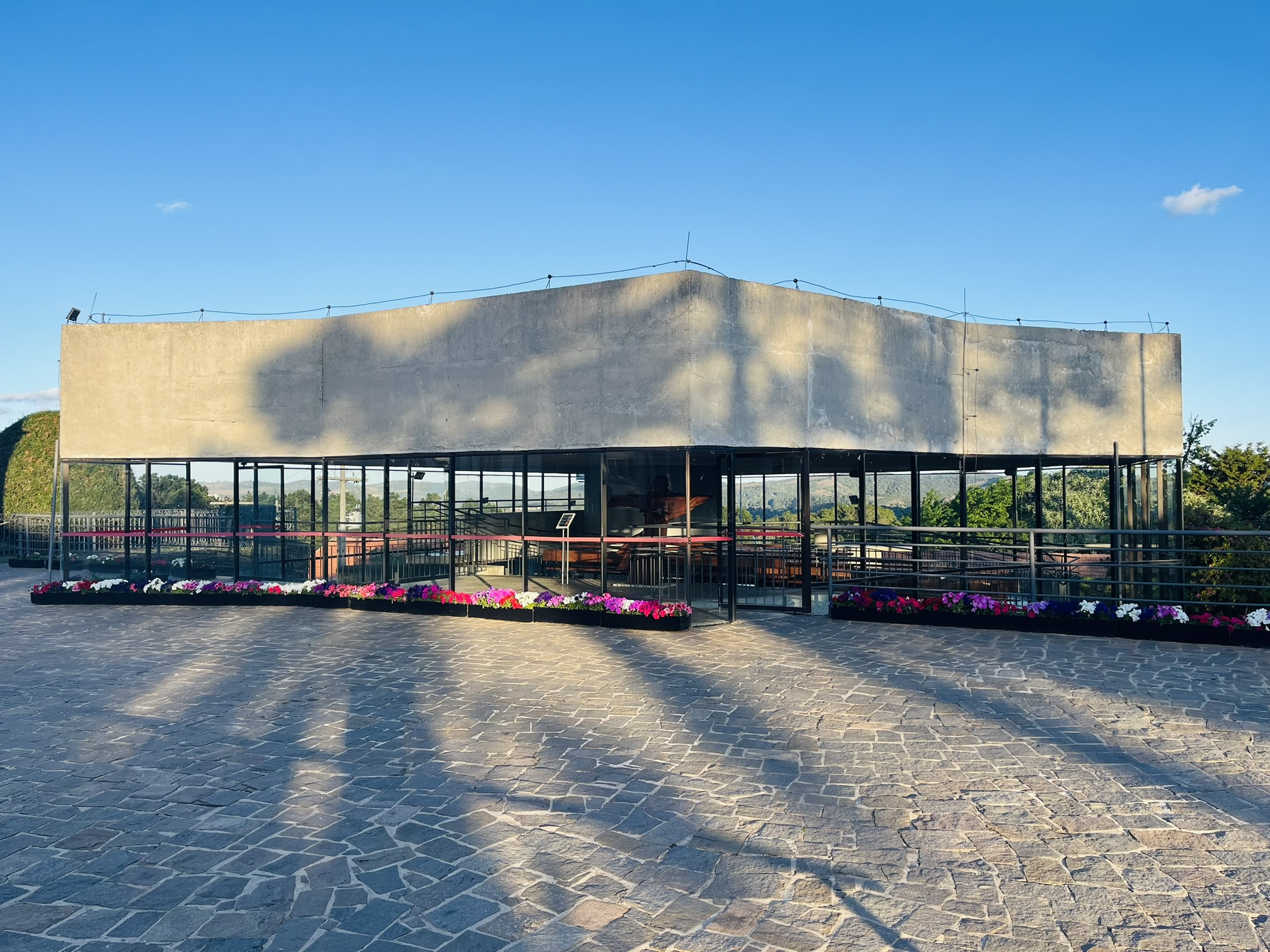
Capela de São Pedro Apóstolo

Em 1989, em comemoração ao jubileu de prata de inauguração do Palácio Boa Vista, o governador Orestes Quércia determinou a construção da Capela de São Pedro Apóstolo, estilo modernista e inaugurada em Julho deste mesmo ano. 
Erguida em concreto armado sobre um único pilar, com paredes de vidro e circundada por espelhos d’água, a capela é assinado por Paulo Mendes da Rocha, que teve a incumbência de projetá-la de forma que não interferisse negativamente no seu entorno e que abriga um acervo de arte sacra do período colonial e de artistas contemporâneos. 
No interior da capela encontra-se obras como uma escultura de São Pedro com braços aberto em madeira, feita pelo artista Elvio Becheroni. Um painel com São Pedro com as chaves do céu sob um espelho d'água, idealizada por Glauco Pinto de Moraes.

## Campanário Japonês (Sino)

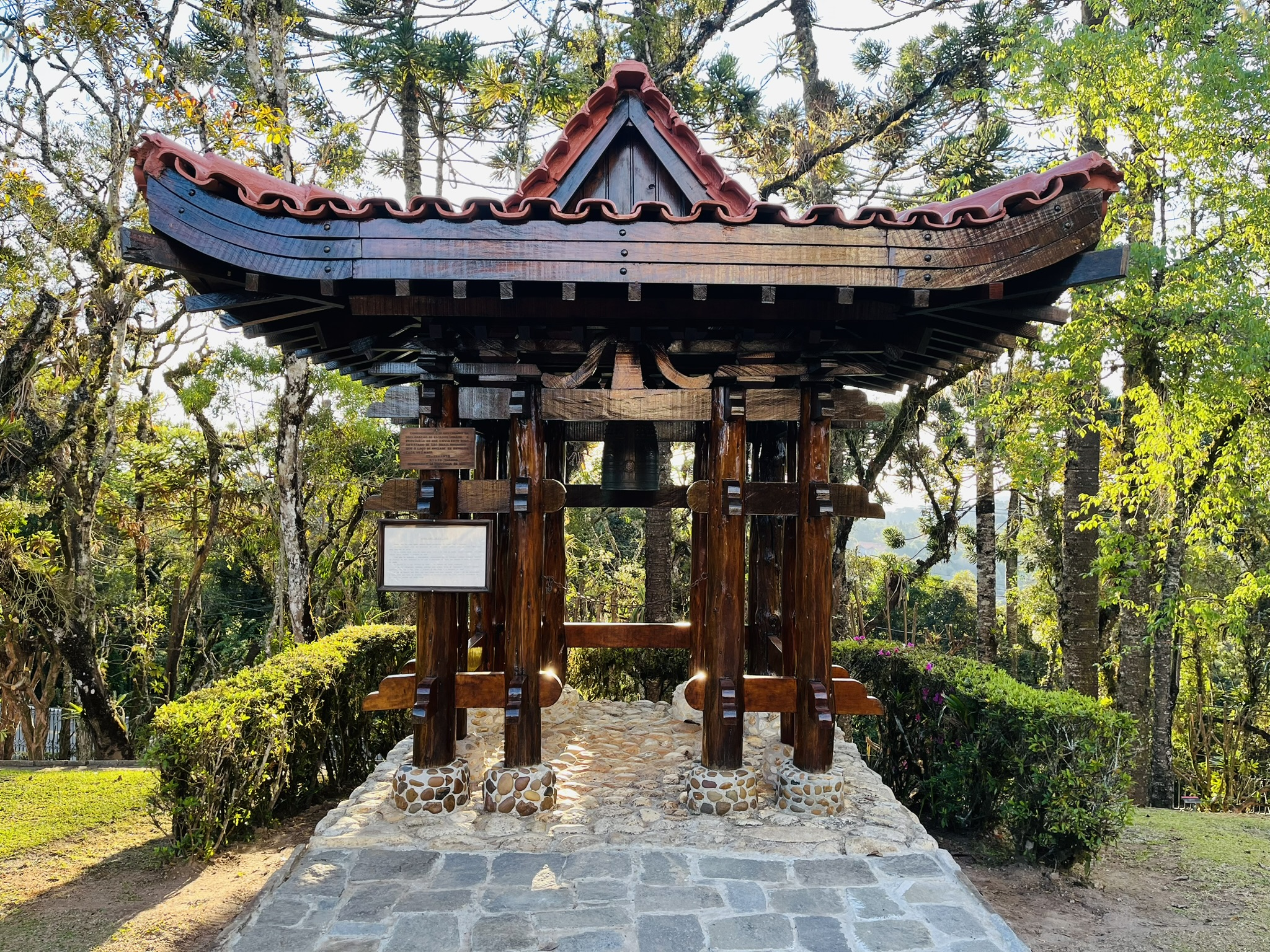
Campanário Japonês

Em frente ao Palácio na entrada principal, existe um sino vinda do  Japão que foi doado ao Estado de  São Paulo, pelo governador da província japonesa de  Mie, Ryo-ozo Tagawa, quando veio ao Brasil em 07/11/1973. O presente representa São Paulo e Mie-Ken como estados-irmãos. Há uma mensagem linda ao lado do sino que diz: 
Dizem, que os sinos desta espécie foram introduzidos no Japão, com o budismo. Atualmente, esses sinos são ostentados em todos os templos budistas para uso ritual, bem como o anunciar as horas.
O sino, que traz quatro ideogramas gravados pelo próprio governador Tagawa, foi uma forma simbólica de perpetuar a amizade e a paz entre os dois estados. Ao lado do sino à uma placa com uma linda mensagem que fala: "Dizem, que os sinos desta espécie foram introduzidas no Japão, com o Budismo. Atualmente, esses sinos são ostentados em todos os templos budistas para uso ritual, bem como para anunciar as horas.
A sonoridade deste sino, às vezes grave como o estranho do trovão, outras ressoando como uma melodia lenta, purifica o coração do povo. Este sino foi cuidadosa e especialmente, confeccionado por tradicional fundidor artesanal residente na província de Mie, dedicando-se há anos à fabricação de sinos aos famosos e históricos templos do Japão.
O material é a liga metálica de cobre e de estanho em menor proporção. Os quatros ideogramas cunhados, grafados pelo próprio punho do Governador RYOZO TAGAWA, significam: 'Amizade e Paz entre o Estado de São Paulo e a Província de Mie.' É de se esperar que este sino seja amado pelo povo Paulista, e, que o elo de fraternidade e intercâmbio que atam os Estados irmãos, se fortaleça cada vez mais como sino que se estende até muito longe."

## Guarda do Palácio

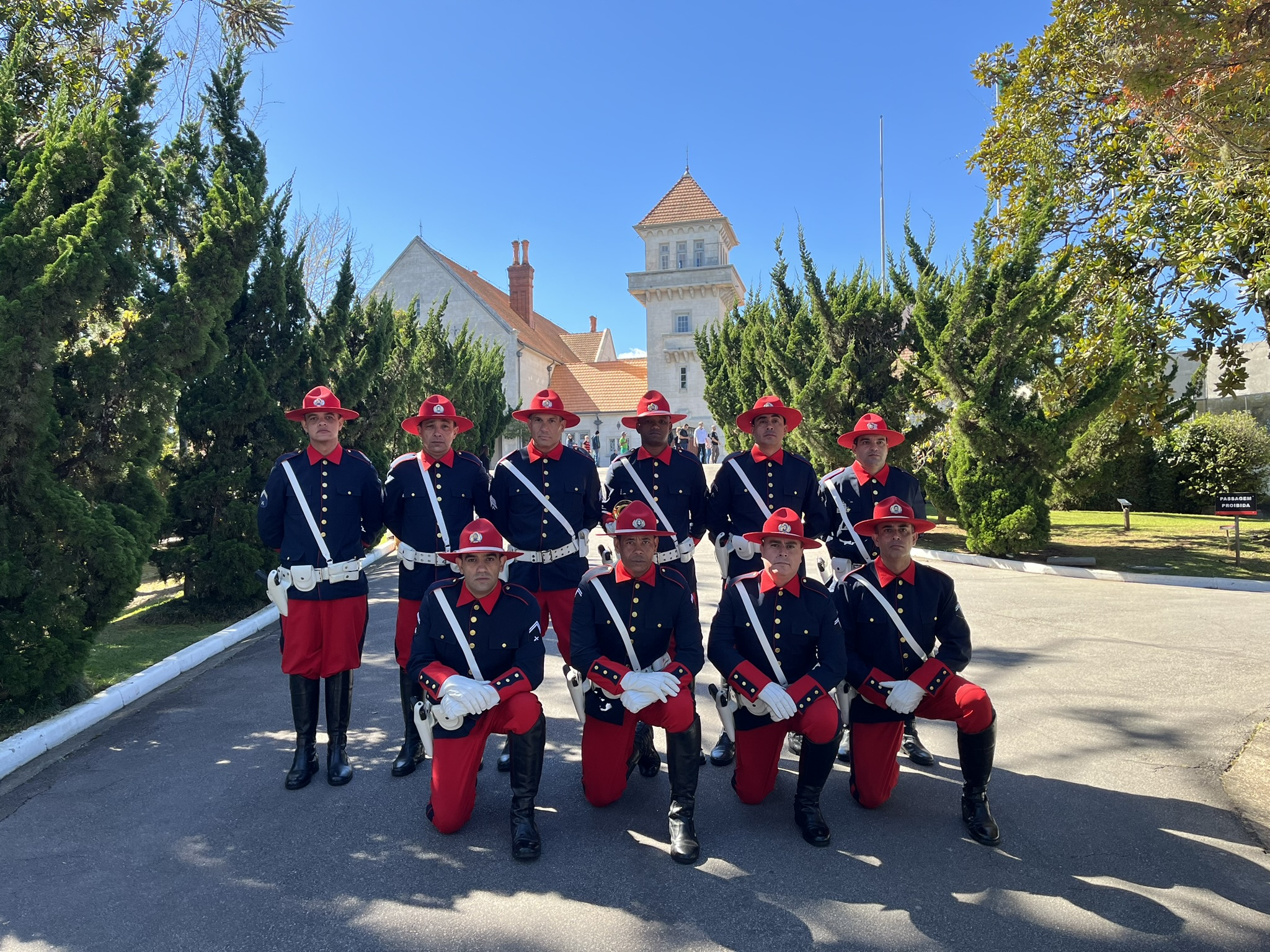
Guarda do Palácio

O Destacamento da Polícia militar Montada de Campos do Jordão do Palácio Boa Vista, foi criada em 1964, pelo regimento da polícia montada 9 de Julho, pelo então governador da época Ademar de Barros.
A cavalaria (BAEP - Batalhão de Ações Especiais da Polícia), exerceu a guarda de 1964 até 2019. Depois os policiais retornaram em 2023, mas agora diretamente ligado a Casa Militar. 
Apesar do BAEP não estar mais presente no palácio, os policiais continuam usando a farda icônica da cavalaria nos finais de semana. E todo 1º domingo do mês, ocorre o hasteamento da bandeira, às 12h (meio-dia). 
SOBRE O UNIFORME: Diz que Ademar de Barros em uma viagem ao  Canadá na década de 60, ficou encantado com a guarda canadense, a famosa Real Polícia Montada do Canadá . Então pediu uma autorização ao governo canadense para que pudesse utilizar o mesmo uniforme (com algumas modificações) de uso exclusivamente para cavalaria do Palácio Boa Vista. 
O Governo canadense concedeu o pedido, e desde 1964 a polícia do Boa Vista utilizasse do uniforme icônico. O azul do uniforme remete aos lanceiros da polícia montada, e o vermelho representa o estado de São Paulo. O uniforme é composto por um chapéu gola, culote e punhos vermelhos, dólmã azul, cinto e luvas brancas, botas pretas e esporas cromadas.

## Acervo

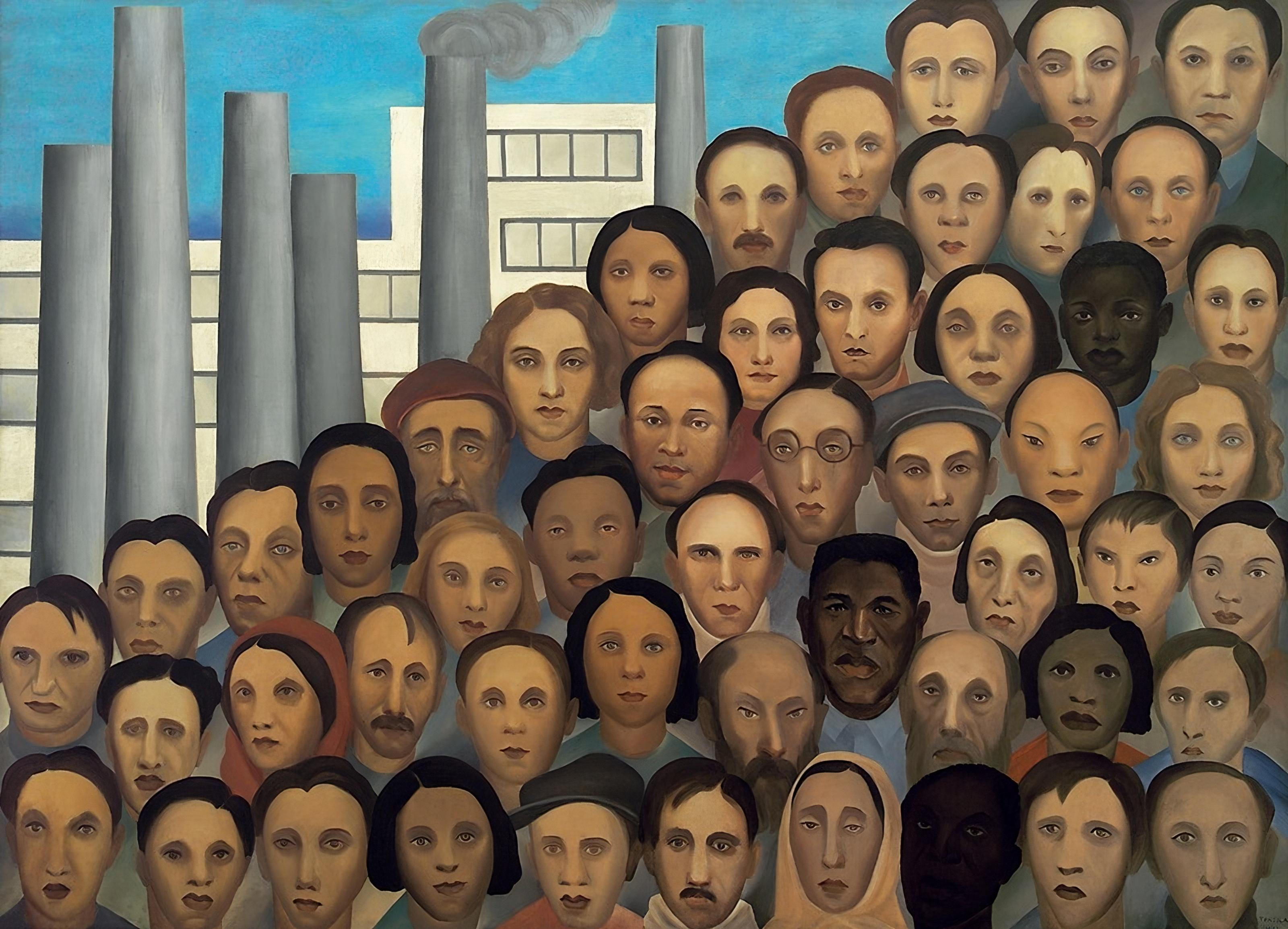
Operários - 1933 Tarsila do Amaral - No Acervo dos Palácios

O Palácio Boa Vista abriga uma representativa coleção de arte brasileira, do Modernismo à arte abstrata, destacando-se um amplo conjunto de pinturas de  Tarsila do Amaral, bem como obras de Anita Malfatti,  José Pancetti,  Portinari,  Di Cavalcanti, Lasar Segall, Victor Brecheret, Rebolo, Bonadei, Mário Zanini, Clóvis Graciano e Alfredo Volpi, Ismael Nery e Vicente do Rego Monteiro, entre outros. 
Há ainda uma coleção de pinturas cusquenhas dos séculos XVII e XVIII, além de mobiliário, tapeçarias, louçaria e prataria artística. Na Capela de São Pedro Apóstolo são conservadas obras religiosas do período colonial brasileiro e criações contemporâneas. O acervo é aberto à visitação pública, e está sob tutela da curadoria dos palácios, que hoje é administrada pela curadora Rachel Vallego Rodrigues.

## Galeria de Fotos

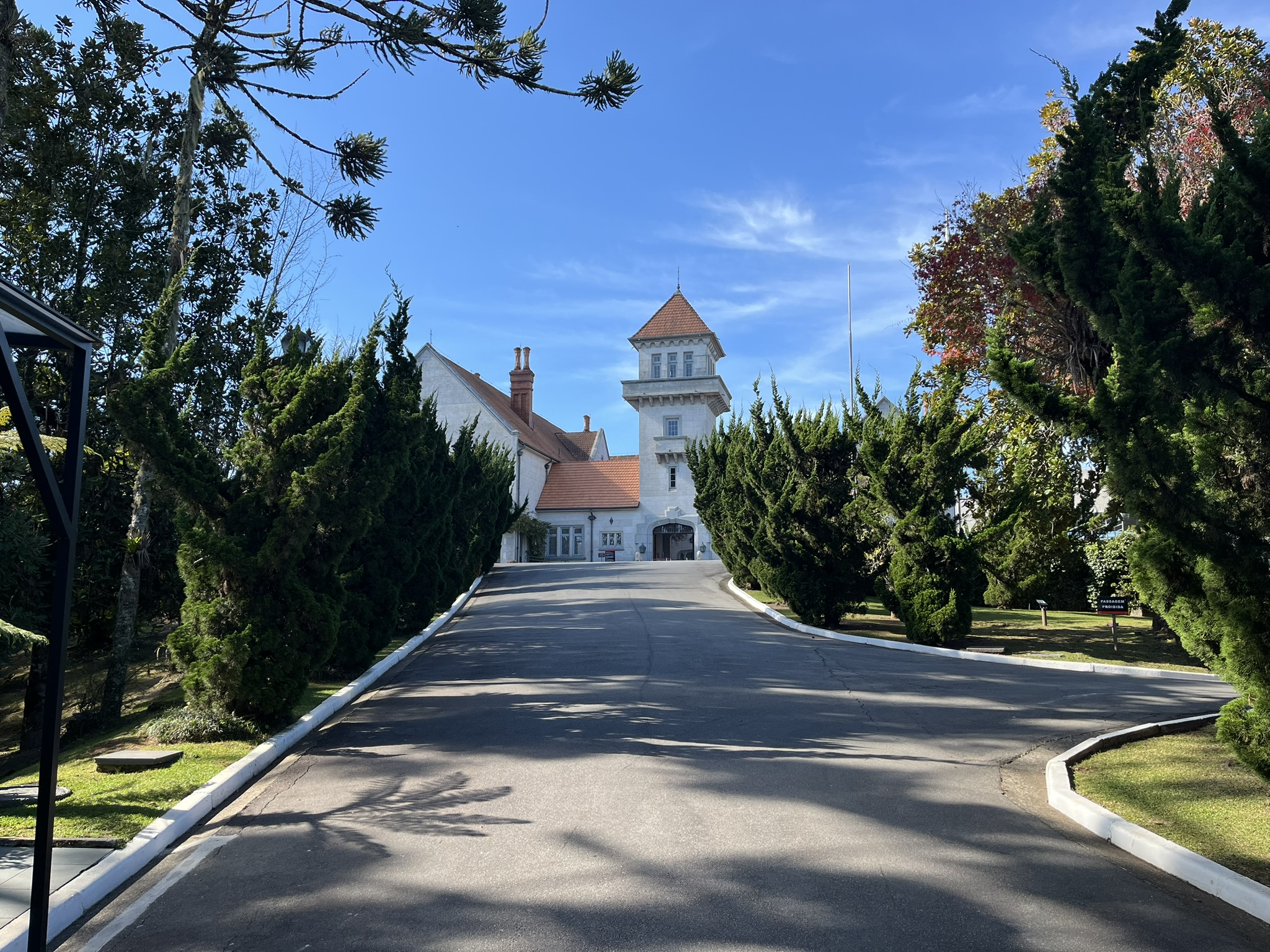
Entrada principal do Palácio
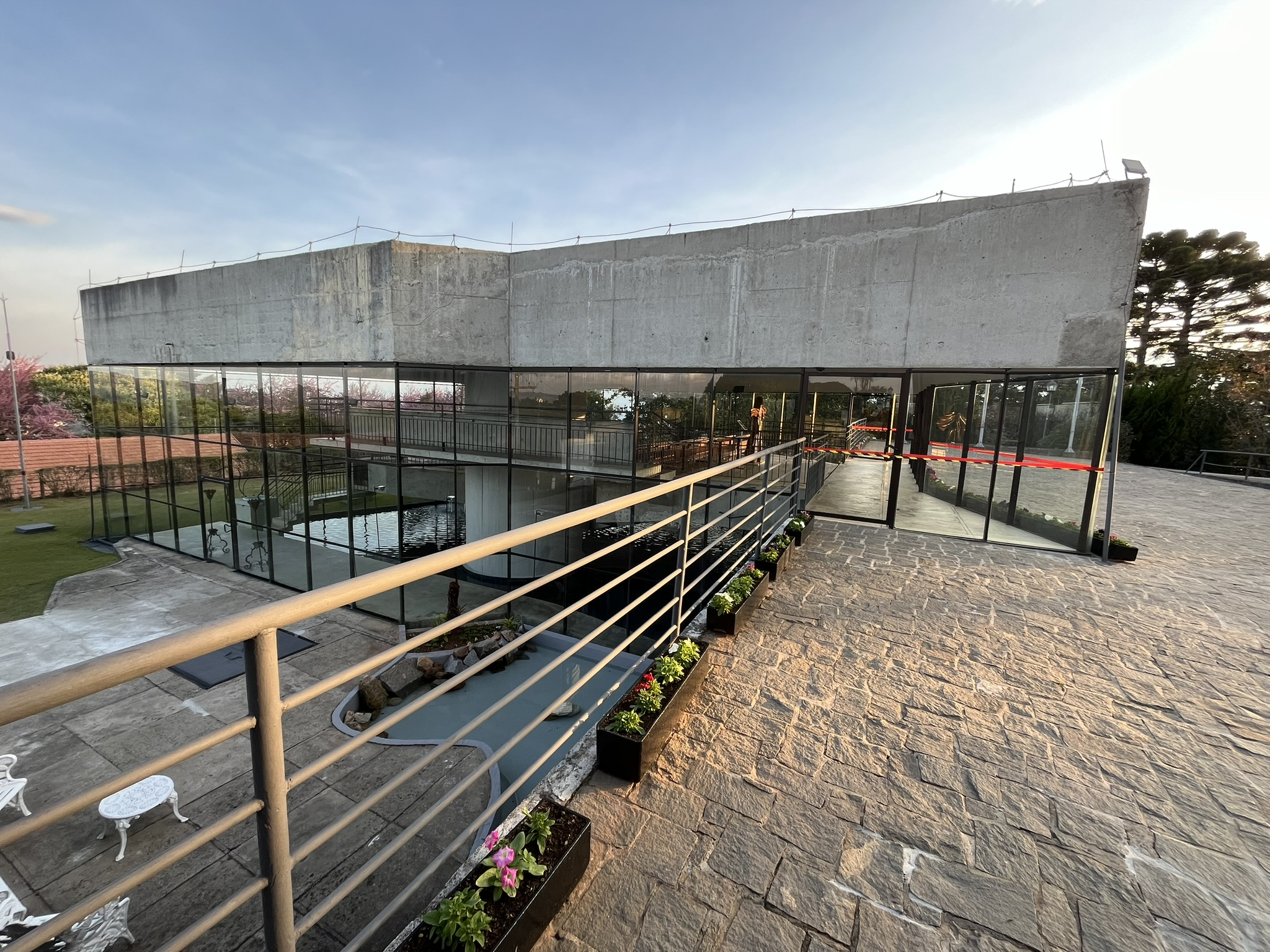
Externo da capela
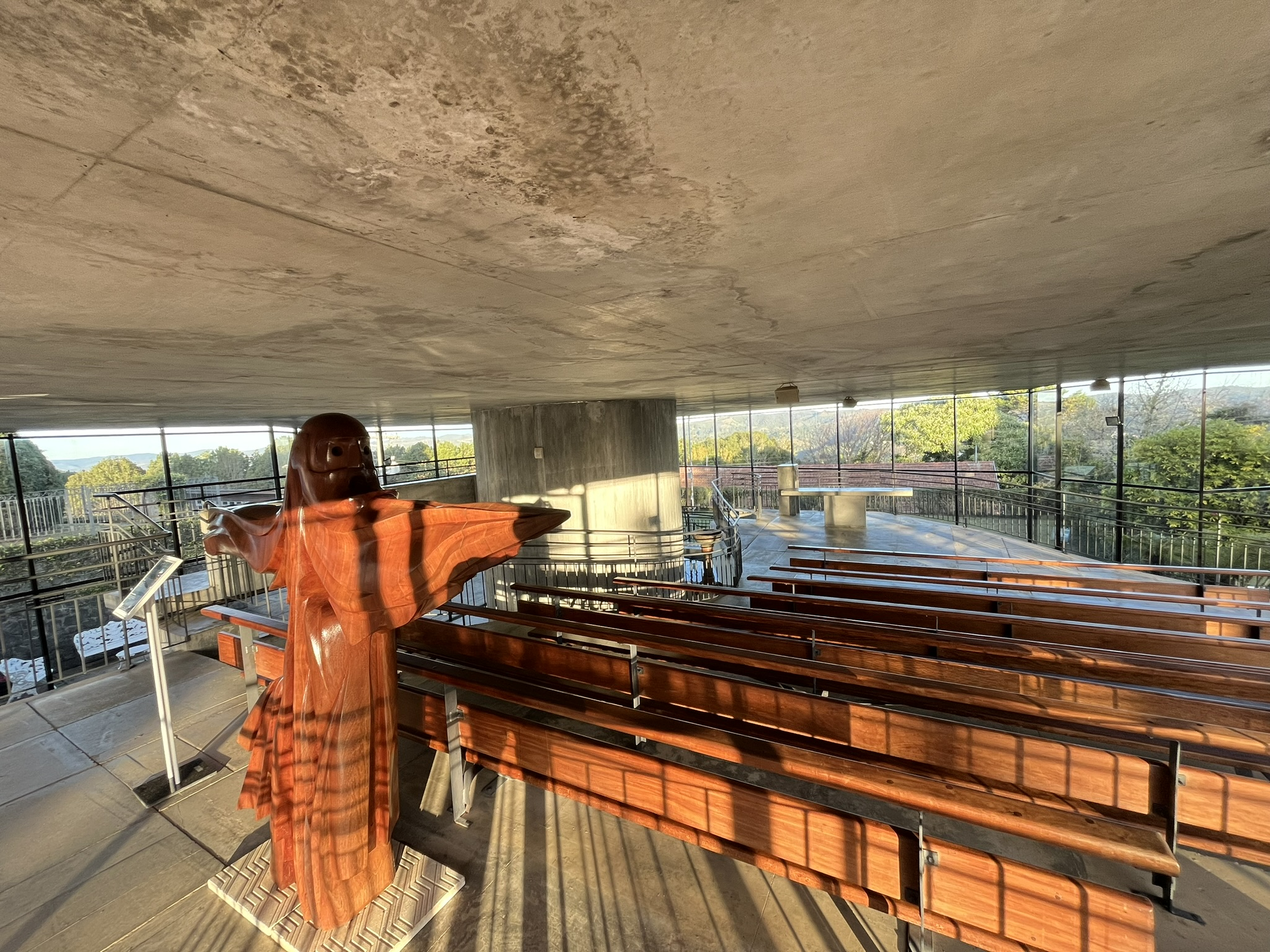
Interior da Capela
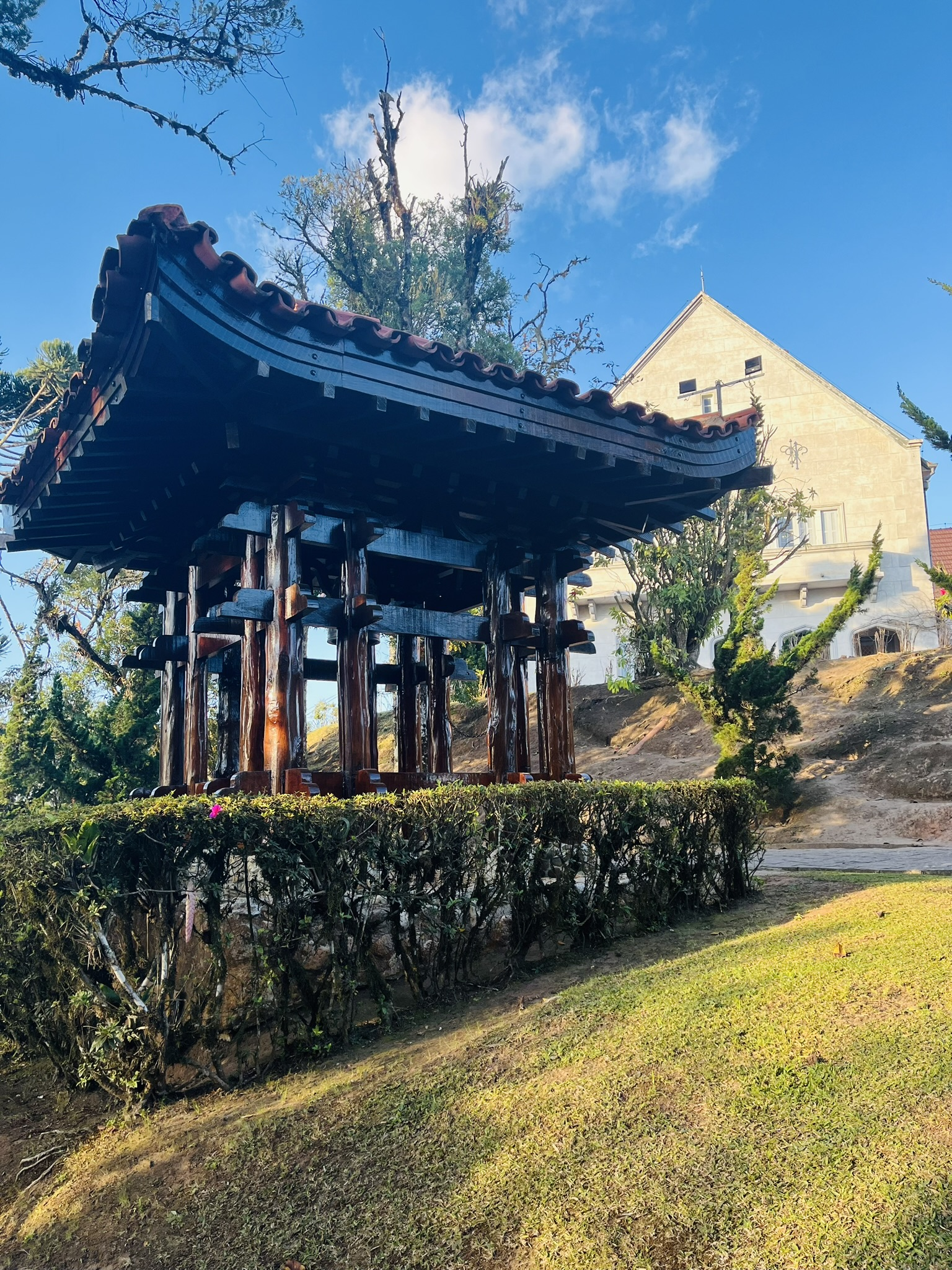
Campanário Japonês
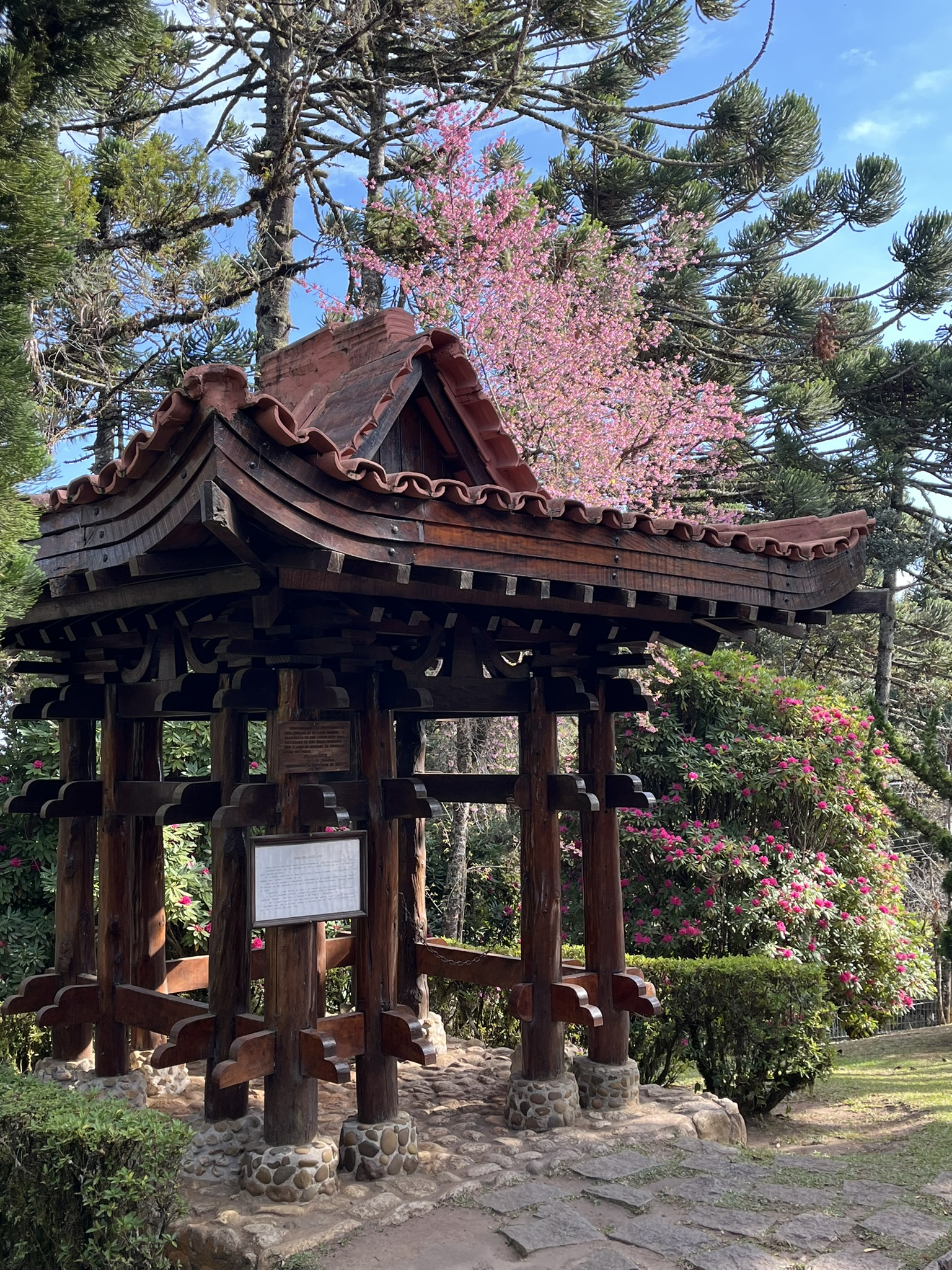
Campanário Japonês
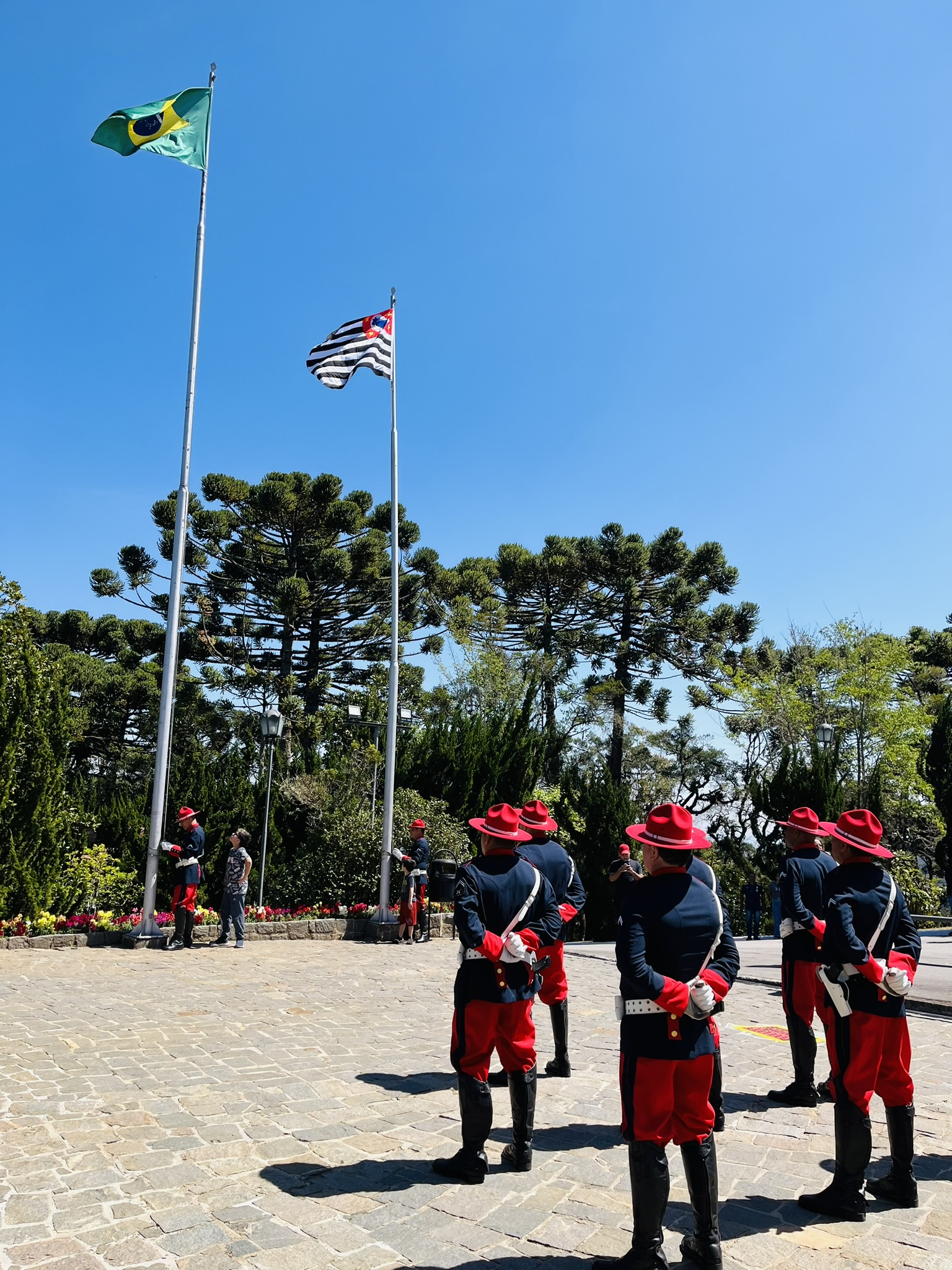
Hasteamento à Bandeira
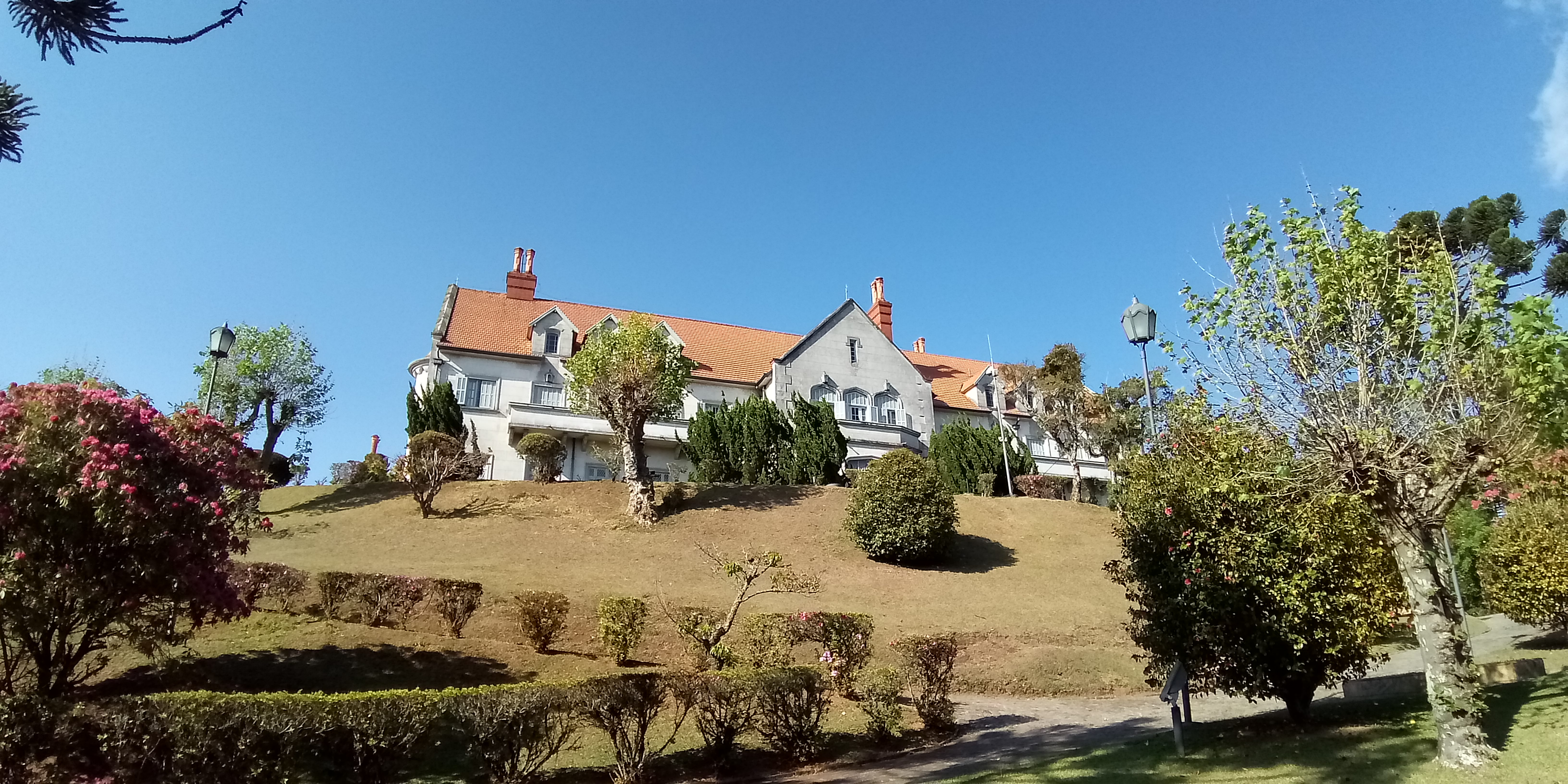
Lado externo do Palácio
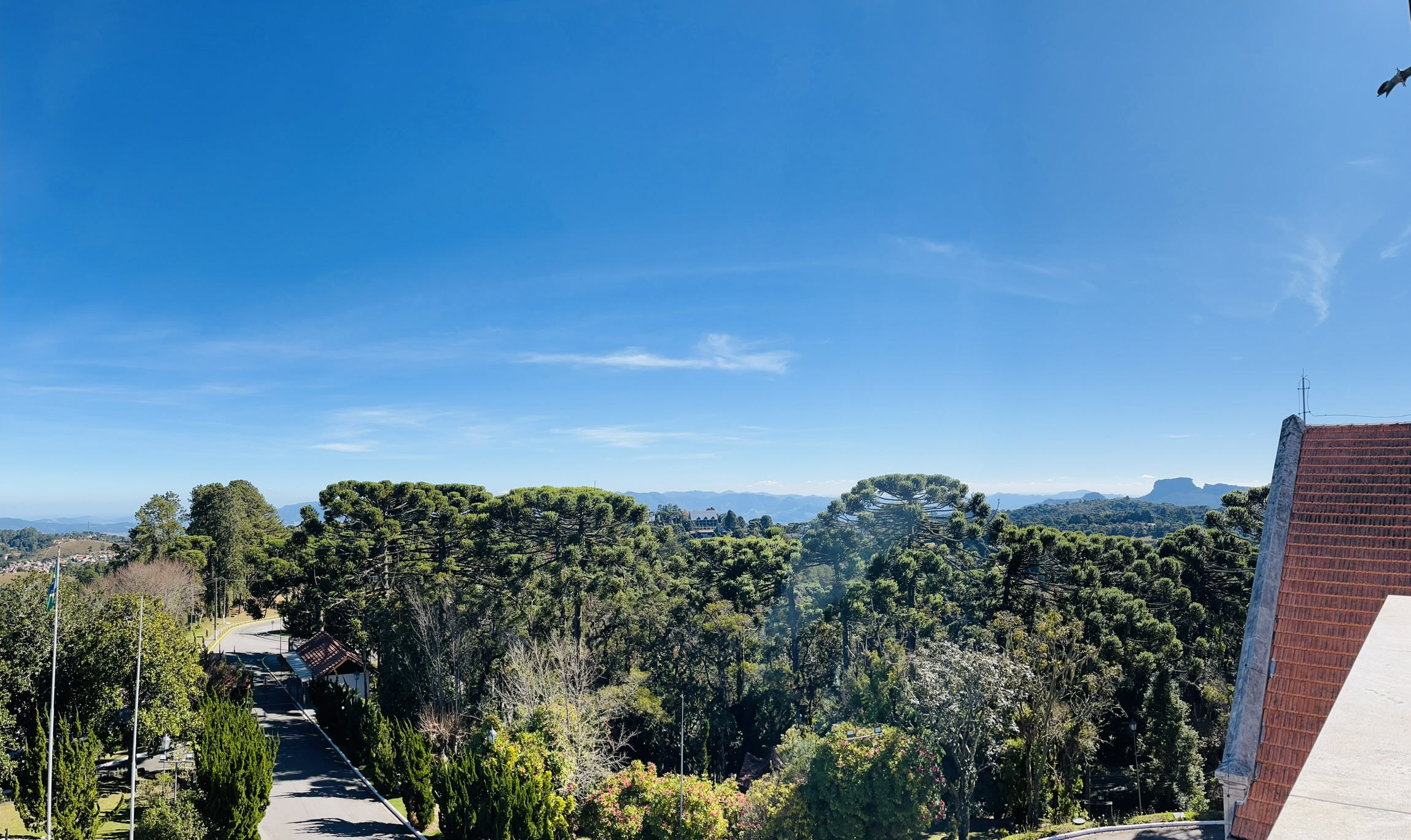
Vista panorâmica da torre do Palácio
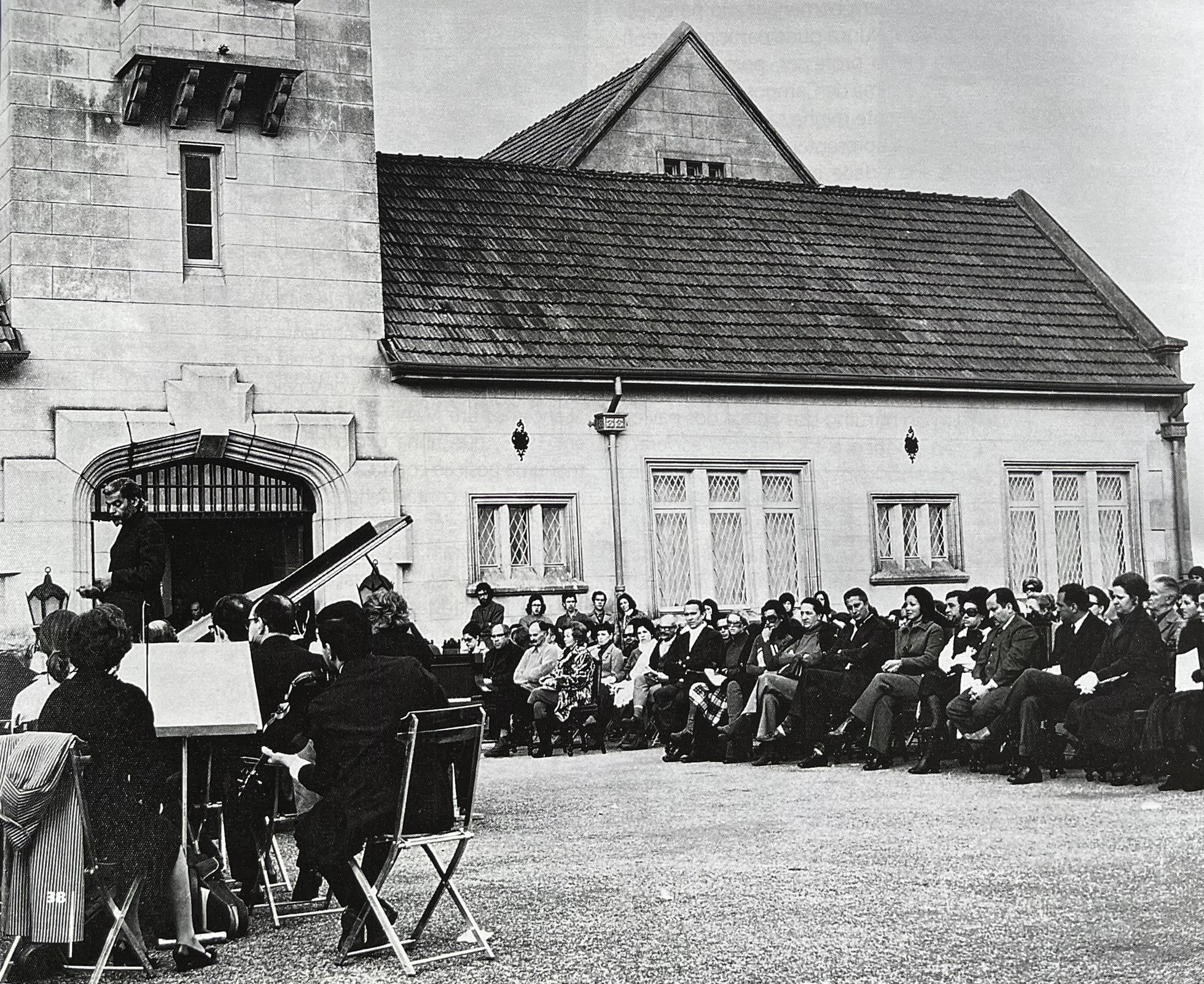
Primeiros concertos de inverno no Palácio, década de 70